# حمدان الحمدان
حمدان عيسى الحمدان لاعب كرة قدم سعودي من مواليد 1984م في محافظة الأحساء شرق المملكة العربية السعودية.
لعب لنادي الفتح ونادي العروبة ونادي الجبلين ونادي النجوم ومثل المنتخب السعودي.
وحمدان يتميز باللعب في أكثر من مركز ويُطلق عليه «الجوكر» ولكن غالباً ما يلعب في مركز الجناح الأيمن. ويتميز بالسرعة والمهارة كما يتميز بالشخصية القيادية والتي مكنته من تسلم شارة قيادة الفريق.
وهو صاحب أسرع هدف في تاريخ الدوري السعودي والذي جاء في الثانية العاشرة من مباراة الفتح وغريمه التقليدي هجر وذلك في عام 2011م
انضم للمنتخب السعودي في أول مرة عام 2012 وذلك في كاس العرب بالطائف وشارك في عدد من المباريات، وكانت أول مباراة رسمية دولية له أمام منتخب ماليزيا في لقاء ودي دولي استعداداً لتصفيات كأس آسيا 2015 وسجل هدفاً في تلك المباراة.

## مسيرته الكروية
بدأ حمدان الحمدان مسيرته الكروية في عام 1418هـ مع نادي الفتح حيث كان مثله في درجة الناشئين وساهم في صعود الفريق للدوري الممتاز قبل أن يساهم في تحقيق وصافة الدوري في العام الذي يليه.
وتدرج حمدان في الفئات السنية حتى صعد في عام 1424هـ إلى الفريق الأول، ولم يكن يعلم الحمدان أنه سيساهم بعد ست سنوات في تأهل الفريق للمرة الأولى إلى الدوري الممتاز في عام 1430هـ بعدما سجل الهدف الحاسم والذي أعلن الصعود أمام نادي حطين.
ومنذ صعود الفريق إلى الدوري الممتاز وحتى موسم 2013 الذي شهد تحقيق الفريق للدوري السعودي لأول مرة في تاريخه، فإن الحمدان سجل 19 هدفاً، وصنع 15 هدفاً، وذلك في بطولات الدوري فقط.

## اسهاماته
- الفوز بلقب دوري زين مع الفتح 2013م.
- الصعود للدوري الممتاز عام 2009م.
- المركز الثالث في كأس الملك عام 2012م.

## نادي العروبة
إستغنى عنه نادي الفتح في صيف 2017 ووقع مع نادي العروبة مطلع عام 2018 .

## روابط خارجية
- حمدان الحمدان على موقع قاعدة بيانات كرة القدم.إي يو (الإنجليزية)